# جون لينون (لاعب كرة قدم)
جون لينون هو لاعب كرة قدم برازيلي في مركز الدفاع، ولد في 29 ديسمبر 1991 في غويانيا في البرازيل. لعب مع أتلتيكو غويانيينسي وبوتافوغو ريغاتاس ونادي فيلا نوفا.

## وصلات خارجية
- جون لينون (لاعب كرة قدم) على موقع قاعدة بيانات كرة القدم.إي يو (الإنجليزية)
- جون لينون (لاعب كرة قدم) على موقع Soccerway.com (الإنجليزية)